# Andréi Smirnov
Andréi Serguéievich Smirnov (ruso: Андpeй Сepгeeвич Смирнов; Moscú, 12 de marzo de 1941) es un actor y director de cine ruso, conocido por haber dirigido las películas Ángel (1967), Estación Bielorrusia (1973) y Otoño (1974). Premio Nika 2012. Fue miembro de jurado en la 38.ª edición del Festival Internacional de Cine de Berlín en 1988. En 2003, recibió el título de Artista de Rusia. En 2019, dirigió la película El francés.

## Biografía
Andréi Serguéievich Smirnov nació el 12 de marzo de 1941 en Moscú en la familia del escritor Serguéi Smirnov, autor de libros sobre los defensores de la Fortaleza de Brest. Cuando estudiaba séptimo grado, la familia se mudó al distrito de Máryina Roscha, donde Andréi continuó sus estudios en una escuela francesa especial. Después de terminar la escuela, fue aceptado en el departamento de dirección del Instituto Pansoviético Estatal de Cinematografía (VGIK), en el taller de Mijaíl Romm. Se graduó en 1962. 

## Filmografía

### Director
- Pyad zemlí (1964) Palmo de tierra
- Ángel (1967)
- Estación Bielorrusia (1970)
- Otoño (1974)
- Véroy y právdoy (1979) Con fidelidad y justicia
- Zhilá-bylá odná baba (2011) Érase una vez una mujer sencilla
- El francés (2019)
- Za nas s vami (2023) Por nosotros